# Доход
Доход е получаването на парични средства или парични еквиваленти в рамките на определен период от време, обикновено месеци, тримесечия или години. За домакинства и физически лица, "доход е сумата от всички надници, трудови възнаграждения, печалби, лихви, наеми и други форми на доходите, получени ... в даден период от време " При бизнеса и счетоводството няма единна дефиниция и често се използва като синоним на падеж, а в някои случаи се отнася до нетната печалба: това, което остава от приходите, след като бъдат извадени разходите. В областта на икономиката на публичния сектор, доход може да означава натрупването както на парична, така и непарична покупателна способност. На ниво макро икономика националният доход се определя като общите постъпления, получени от всички фактори на производство (труд, капитал, земя и предприемачество) за приноса им към текущото производство на стоки и услуги.
Доходът, получен от директното използване на производствените фактори (труд, капитал, земя и предприемачество), се нарича Факторен доход.